# Union internationale des ornithologues
Pour les articles homonymes, voir COI et IOC.
Les Congrès ornithologiques internationaux ou COI (en anglais, International Ornithological Congress ou IOC) constituent les plus anciennes et les plus internationales rencontres entre ornithologues. Ils sont organisés par le Comité ornithologique international (International Ornithological Committee), un groupe constitué d'environ 200 ornithologues. Le premier congrès date de 1884. Jusqu'en 1926, leur organisation est irrégulière jusqu'à ce qu'il soit décidé de les organiser tous les quatre ans (à l'exception de la période de la Seconde Guerre mondiale).
À Campos do Jordão, le 21 août 2010, le Comité international d'ornithologie devient l'Union internationale des ornithologues (International Ornithologists' Union, IOU).

## Liste des congrès
- 1884 : Vienne (Autriche-Hongrie)
- 1891 : Budapest (Autriche-Hongrie)
- 1900 : Paris (France)
- 1905 : Londres (Royaume-Uni)
- 1910 : Berlin (Allemagne)
- 1926 : Copenhague (Danemark)
- 1930 : Amsterdam (Pays-Bas)
- 1934 : Oxford (Royaume-Uni)
- 1938 : Rouen (France)
- 1950 : Uppsala (Suède)
- 1954 : Bâle (Suisse)
- 1958 : Helsinki (Finlande)
- 1962 : Ithaca (États-Unis)
- 1966 : Oxford (Royaume-Uni)
- 1970 : La Haye (Pays-Bas)
- 1974 : Canberra (Australie)
- 1978 : Berlin (Allemagne de l'Ouest)
- 1982 : Moscou (URSS)
- 1986 : Ottawa (Canada)
- 1990 : Christchurch (Nouvelle-Zélande)
- 1994 : Vienne (Autriche)
- 1998 : Durban (Afrique du Sud)
- 2002 : Pékin (Chine)
- 2006 : Hambourg (Allemagne)
- 2010 : Campos do Jordão (Brésil)
- 2014 : Tokyo (Japon)
- 2018 : Vancouver (Canada)
- 2022: Durban (Afrique du Sud)

En 2024,  le COI propose une classification en version 14.1 :
- Classification 14.1 (ordres)
- Classification 14.1 (ordres et familles)
- Classification 14.1 (ordres, familles et genres)